# 후타코촌
후타코촌(二子村)은 이와테현 와가군에 설치되었던 촌이다. 현재의 기타카미시에 해당한다.

## 연혁
- 1889년 4월 1일 - 정촌제 시행에 따라 기존의 히가시카와가군 후타코무라 단독으로 촌정 시행.
- 1896년 3월 29일 - 히가시와가군이 합병해 와가군이 부활.와가군 후타코 촌이 되다.
- 1954년 4월 1일 - 구로사와시리 정·이토요 촌·기니야나기 촌·사라기 촌 및 이누자와 군 아이사리 촌·에사시 군 후쿠오카 촌과 합병해 기타카미 시가 됨.